# Jean Lemaître
Pour les autres personnes ayant le même nom de famille, voir Lemaître.
Jean Lemaître, ou Le Maistre était l'un des juges au procès de Jeanne d'Arc, au poste de vice-inquisiteur. C'est le personnage le plus important du procès, après Pierre Cauchon. Il remplace le ministère de l’inquisition lors du procès du 19 février 1431.
Lors du procès en réhabilitation, il déclara : « Je vois que si l'on agit pas selon la volonté des Anglais, la mort nous guette ». Jean Massieu affirma que la responsabilité de vice-inquisiteur lui fut imposée contre son gré. Prieur des Jacobins, il vivait encore à Rouen en 1452.